# 中華民國駐聖露西亞大使館
中華民國駐聖露西亞大使館（英語：Embassy of the Republic of China (Taiwan) in St. Lucia）為中華民國在圣卢西亚羅德尼灣設立的大使館。
大使館負責兩國之間基礎建設、公共衛生、教育、醫療、農業及資通訊等領域之合作。亦有辦理護照、簽證、文件證明、僑民服務、旅外國人急難救助等功能。
聖露西亞政府派駐臺灣的代表機構則是聖露西亞駐華大使館（英語：Embassy of Saint Lucia in the Republic of China, Taiwan）。

## 歷史
1984年5月7日，雙方政府簽訂建交公報，建立外交關係。
1984年6月7日，設置「中華民國駐聖露西亞大使館」。
1997年8月29日，因露國與中华人民共和国建交，中華民國中止兩國外交關係。
2007年4月30日，中華民國與露國簽署復交公報，正式恢復邦誼，大使館再次運作。

## 外部連結
- 中華民國駐聖露西亞大使館 （页面存档备份，存于）